# NGC 7617
إن جي سي 7617 التي يرمز لها بالرمز NGC 7617، هي مجرة، في كوكبة الحوت.

## الاكتشاف
اكتشفت في 23 سبتمبر 1864، بواسطة Heinrich Louis d'Arrest.